# エマヌエーレ・セッラ
エマヌエーレ・セッラ（Emanuele Sella、1981年1月9日- ）は、イタリア・ヴィチェンツァ出身の自転車競技（ロードレース）選手。

## 経歴
2004年、CSFグループ・ナヴィガーレと契約を結んでプロ転向
- ジロ・デ・イタリアに初出場し、第11ステージを制覇（総合12位）。

2005年
- ジロ・デ・イタリア 総合10位

2007年
- ジロ・デ・イタリアは総合11位。

2008年
- ジロ・デ・イタリアでは、標高差が実に1600mを越える区間が設けられた第14ステージにおいて、50km近い単独アタックを成功させて快勝。さらに5つの標高2000m級の峠を通過するという過酷な区間となった第15ステージにおいても、終盤で集団から抜け出して連勝を果たした。さらに第20ステージにおいても、残りあと30km付近の地点から単独で抜け出し優勝。山岳賞部門ではただ一人100ポイント越えを記録して136ポイントを獲得。同部門2位のヴァシリ・キリエンカに73ポイントの差をつけて山岳賞部門1位となり、ポイント賞部門ではダニエーレ・ベンナーティに次いで2位に入り、総合でも6位に食い込んだ。
- しかしその後、ガゼッタ・デロ・スポルトが2008年8月5日に報道[1]したところによると、同年7月23日に国際自転車競技連合（UCI）が競技外ドーピング検査を実施したところ、セッラにCERA（持続性エリスロポエチン受容体活性化剤=Continuous Erythropoietin Receptor Activator）陽性が発覚。この報道を受け、CSFグループ・ナヴィガーレは即座にセッラに対し、出場禁止処分を言い渡した。その後、1年間の出場停止処分となり、CSFとの契約が打ち切られた。

2009年
- 8月に、イタリア籍のカルミオーロ・Aスタイルと契約を結び、レース復帰を果たした。
- 11月12日、上述のCERA陽性問題について、スポーツ仲裁裁判所(CAS)において、当時CSFのチームメイトであった、マッテオ・プリアーモから譲り受けたことを証言。これを受け、プリアーモは2013年2月まで出場停止処分を受けることになった。

2011年、アンドローニ・ジョカットーリに移籍。
- ツール・ド・ランカウイ 総合3位
- セッティマーナ・インテルナツィオナーレ・ディ・コッピ・エ・バルタリ 総合優勝

2012年
- コッパ・アゴストーニ 優勝
- グラン・プレミオ・インドゥストリア・エ・コッメルチョ・ディ・プラート 優勝